# Рунду Чіфс
Рунду Чіфс Спорт Клуб або просто Рунду Чіфс (англ. Rundu Chiefs Sport Club) — професіональний футбольний клуб з Намібії, який представляє місто Рунду. Девіз клубу, який розміщений і на клубному логотипі, у перекладі з англійської звучить як «Завжди вперед!!! Ніколи назад!!!».

## Історія
Клуб засновано в 1976 році. Зараз команда виступає в найвищому дивізіоні чемпіонату Намібії з футболу, в Прем'єр-лізі

## Виступи в турнірах
- Прем'єр-ліга: 2012-2014; 2015-
- Перший дивізіон Чемпіонату Намібії: ? 2008-2011; 2014-15

## Стадіон
Зараз клуб проводить свої домашні матчі на стадіоні «Рунду Спортс Стедіум», який може вмістити 500 уболівальників.

## Відомі гравці
- Петрус Шитембі
- Госперт Шикерете